# Radio Tirol (Südtirol)
Radio Tirol ist ein privater Radiosender in Südtirol. Benannt ist er nach seinem ehemaligen Sendersitz in Dorf Tirol. Radio Tirol ist ein Formatradio, das hauptsächlich Schlager und Oldies sendet. Als Nachrichtenprogramme übernimmt der Sender das Südtirol Journal, verbreitet wird er via UKW und DAB+.

## Geschichte
Gegründet wurde Radio Tirol im Jahr 1977, was ihn zum ältesten noch bestehenden privaten Radiosender Südtirols macht. In seinen frühen Jahren war Radio Tirol, das seine Nachrichten damals von der dpa bezog und ein abwechslungsreiches Musikprogramm bot, der populärste Sender Südtirols. 2004 wurde die Station von der Eigentümergesellschaft von Südtirol 1 aufgekauft und 2008 in ein gemeinsames neues Funkhaus nach Kampill in Bozen übersiedelt. Damit einher ging auch eine starke Umgestaltung des Hörfunkformats, das nun in Abgrenzung zu Südtirol 1 gezielt auf ein älteres Publikum zugeschnitten wurde. Seit 2017 gehört Radio Tirol zum medialen Portfolio des Athesia-Konzerns.